# Expédition d'Ali ibn Abi Talib (Mudhij)
Pour les articles homonymes, voir Expédition d'Ali ibn Abi Talib.
Expédition de Ali ibn Abi Talib, à Mudhij se déroula en 10AH, Ramadan du Calendrier Islamique, Vers décembre 631 AD. 
L’événement est mentionné par le juriste Musulman Tabari. L’événement est aussi en partie mentionné dans la collection Sunni Hadith Sahih al-Bukhari